# Війтівці (Словаччина)
Війтівці (словац. Vojtovce) — село в Словаччині, Стропковському окрузі Пряшівського краю. Розташоване в північно-східній частині Словаччини. Протікає річка Войтовець.
Уперше згадується у 1408 році.

## Храми
У селі є греко-католицька церква Успіння Пресвятої Богородиці з 1848 року в стилі пізнього бароко та православна церква Успіння Пресвятої Богородиці з 20 століття.

## Населення
| Рік:            | 1993 | 2003    | 2013     | 2023    |
| --------------- | ---- | ------- | -------- | ------- |
| Кількість осіб: | 126  | 121     | 108      | 101     |
| Різниця:        |      | -3,96 % | -10,74 % | -6,48 % |

| Рік:            | 2022 | 2023 |
| --------------- | ---- | ---- |
| Кількість осіб: | 100  | 101  |
| Різниця:        |      | +1 % |

В селі проживає 120 осіб.
Національний склад населення (за даними останнього перепису населення — 2001 року):
- словаки — 63,79 %
- русини — 27,59 %
- українці — 6,90 %

Склад населення за приналежністю до релігії станом на 2001 рік:
- православні — 48,28 %,
- греко-католики — 40,52 %,
- римо-католики — 6,90 %,
- не вважають себе віруючими або не належать до жодної вищезгаданої церкви: 4,31 %